# 西大塚站
西大塚站（日语：／ Nishi-Ōtsuka eki */?）是位於山形縣東置賜郡川西町大字西大塚，山形鐵道的花長井線車站。

## 歷史
- 1914年（大正3年）11月15日 - 長井輕便線梨鄉至長井之間開通，此站啟用。
- 1922年（大正11年）9月2日 - 隨著廢除輕便鐵道法（日语：軽便鉄道法），長井輕徑線改為長井線。
- 1971年（昭和46年）10月1日 - 成為無人車站。
- 1987年（昭和62年）4月1日 - 伴隨國鐵分割民營化，車站由東日本旅客鐵道（JR東日本）營運[1]。
- 1988年（昭和63年）10月25日 - 山形鐵道接管長井線，成為山形鐵道花長井線車站。
- 1999年（平成11年）4月1日 - 結束簡易委託業務。
- 2015年（平成27年）8月4日 - 車站大樓和月台成為登錄有形文化財。

## 車站構造
車站是一座地面車站，設有1面1線的單式月台。在車站大樓旁設有缺角式月台，該月台上的路軌只連接荒砥方向的路線，視作為側線，並貨物專用路軌。
車站大樓在國鐵時代已經使用。為一座古老木造和長井線標準形建築物。與時庭站和梨鄉站屬同款式，現時在花長井線內同款的木造車站大樓開始少見。
從前此站是委託車站。在1999年（平成11年）4月1日起完全成為無人車站。

## 車站周邊
車站靠近長井市、南陽市和川西町三處的邊界。車站附近設有田園地帶和民居。
- 大塚郵局
- 公立置賜綜合醫院（日语：公立置賜総合病院）
- 最上川
- 國道287號（日语：国道287号）
- 國道113號（日语：国道113号）

## 使用狀況
以下為1日平均乘車人次變化
| 乘車人次變化 | 乘車人次變化      |
| 年度         | 一日平均 乘車人次 |
| ------------ | ----------------- |
| 1997         | 35                |
| 1998         | 32                |
| 1999         | 32                |
| 2000         | 33                |
| 2001         | 31                |
| 2002         | 30                |
| 2003         | 28                |
| 2004         | 29                |
| 2005         | 27                |
| 2006         | 25                |
| 2007         | 25                |
| 2008         | 25                |
| 2009         | 22                |
| 2010         | 23                |
| 2011         | 23                |
| 2012         | 22                |
| 2013         | 20                |
| 2014         | 19                |
| 2015         | 18                |
| 2016         | 18                |
| 2017         | 18                |

## 其他
電腦遊戲中，出現在此站場景，遊戲中的站名為美春站。

## 相鄰車站
山形鐵道
花長井線
梨鄉－西大塚－今泉

## 注腳
1. ↑  『交通年鑑 昭和63年版』 交通協力會，1988年3月。
2. ↑  山形縣統計年鑑